# Noteochordodes saltae
Noteochordodes saltae är en tagelmaskart som beskrevs av Miralles och Villalobos 2000. Noteochordodes saltae ingår i släktet Noteochordodes och familjen Chordodidae. Inga underarter finns listade i Catalogue of Life.